# Nantong
Nantong (ook geschreven als Nantung of Tongzhou) is een grote havenstad in de gelijknamige prefectuur in de oostelijke provincie Jiangsu, Volksrepubliek China, gelegen in Yangtze Delta.
Bij de volkstelling van 2020 had de stad 3 miljoen inwoners, de prefectuur had een populatie van 7,3 miljoen inwoners. Andere grote steden in de prefectuur zijn  Hai'an, Qidong, Rudong en Rugao.
De Sutongbrug over deze rivier verbindt de stad met Changshu. De stad heeft een groeiende economie en is van groot economisch belang. Het is een centrum van handel, textielindustrie en transport. Er bevindt zich ook een grote staalfabriek van Zenith Steel. Het is een belangrijke havenstad voor de rivierscheepvaart. Zeescheepvaart is er op de landen Japan, Korea, Australië, Europa, Rusland and Afrika.

## Stedenband
Nantong heeft een stedenband met Swansea sinds 1987.

## Geboren
- Zhang Xi (1985), beachvolleyballer

## Galerij

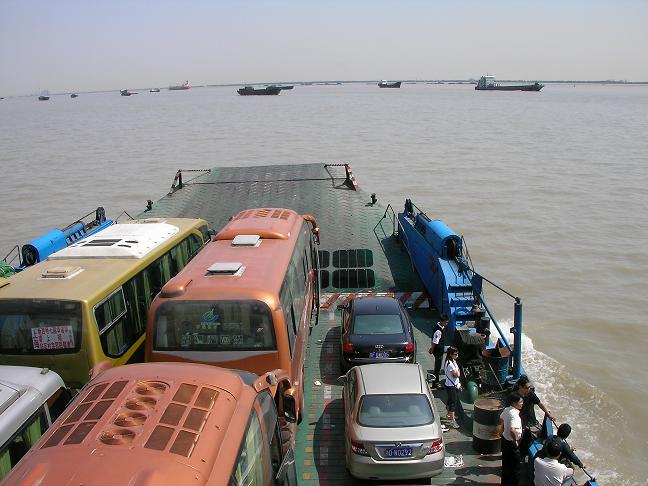
Veerpont over de Jangtsekiang, mei 2007
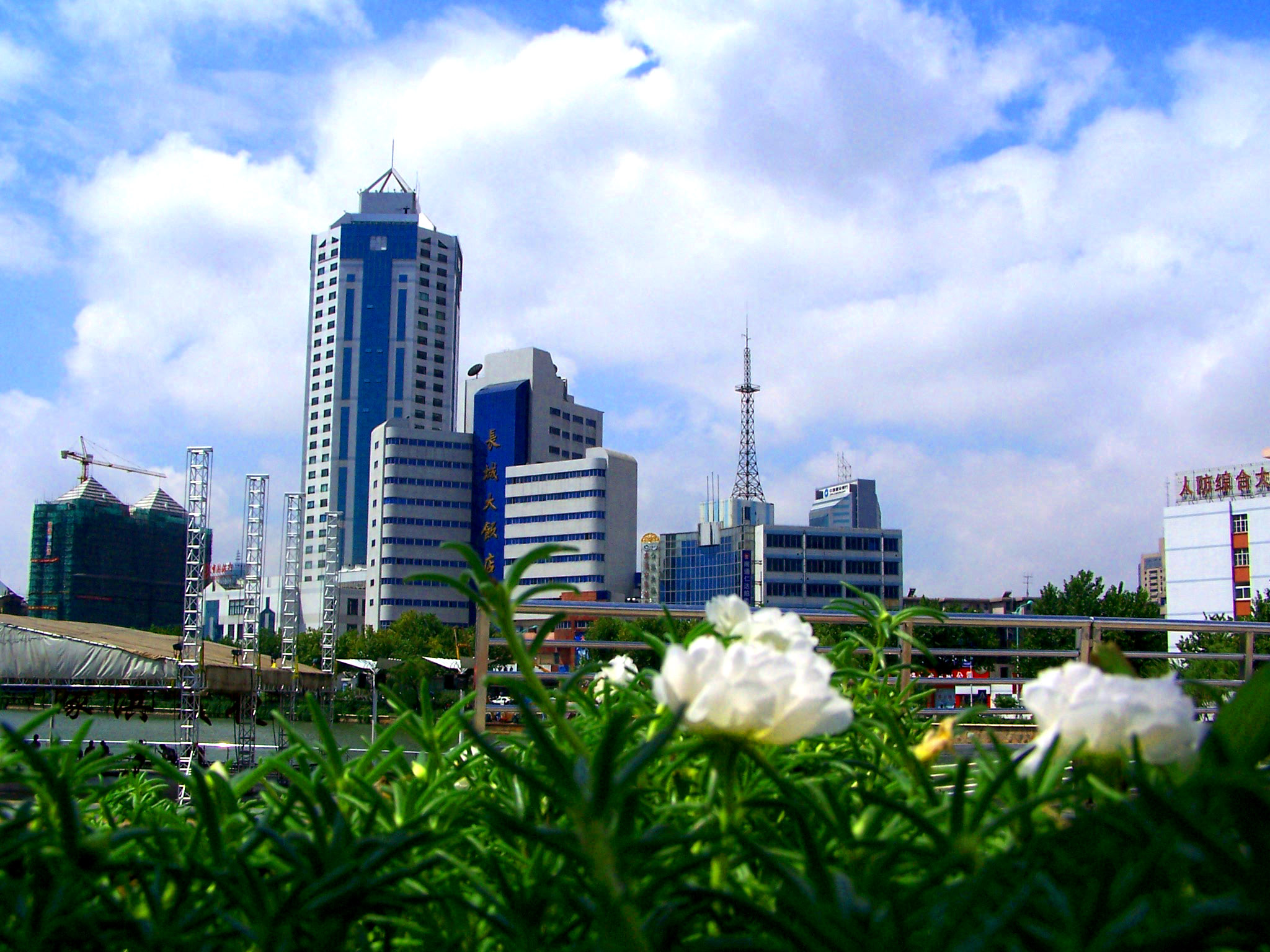
Nantong in augustus 2005